# Kořenov
Kořenov (Duits: Bad Wurzelsdorf) is een Tsjechische gemeente in de regio Liberec, en maakt deel uit van het district Jablonec nad Nisou.
Kořenov telt 1012 inwoners.

## Bestuurlijke indeling
Tot Kořenov gehören de stadsdelen Dolní Kořenov (Unter Wurzelsdorf), Horní Kořenov (Oberwurzelsdorf), Jizerka (Klein Iser, auch Wilhelmshöhe), Martinovské Údolí (Martinstal), Na Kobyle (Kobelhäuser), Nová Víska (Neudörfl), Počátky (Potschatek), Polubný (Polaun), Příchovice (Stephansruh, ook Prichowitz), Rejdice (Reiditz), Růžodol (Rosenthal), Světlá (Swetla), Tesařov (Schenkenhan), Údolí Nadeje (Hoffnungsthal), Václavíkova Studánka (Watzelsbrunn) en Zelené Údolí (Grünthal).

## Bezienswaardigheden
- Kerk van de Heilige Veit in Příchovice, Baubeginn 1824
- Steinerner Aussichtsturm Hvězda (Štěpánka - Stephansturm) 1847 in Příchovice
- Kerk van de Heilige Johannes des Täufers in Polubný
- evangelische Kirche in Tesařov (1909) van Otto Bartning
- Tannwalder Zahnradbahn (Spoorweg Tanvald - Kořenov)
- Misthaus in Jizerka

## Partnergemeenten
- Szklarska Poręba, Polen
- Stara Kamienica, Polen

## Personen in Kořenov
- Gustav Ginzel, Wereldreiziger en bergbeklimmer
- Lubomír Štrougal, Minister-president van de ČSSR

Albrechtice v Jizerských horách · Bedřichov · Dalešice · Desná · Držkov · Frýdštejn · Harrachov · 
Jablonec nad Nisou · Janov nad Nisou · Jenišovice · Jílové u Držkova · Jiřetín pod Bukovou · Josefův Důl · Koberovy · Kořenov · Líšný · Loužnice · Lučany nad Nisou · Malá Skála · Maršovice · Nová Ves nad Nisou · Pěnčín · Plavy · Pulečný · Radčice · Rádlo · Rychnov u Jablonce nad Nisou · Skuhrov · Smržovka · Tanvald · Velké Hamry · Vlastiboř · Zásada · Zlatá Olešnice · Železný Brod